# Rudolph H. Weingartner
Rudolph H. Weingartner, Geburtsname Rudolph Herbert Weingärtner (geboren 12. Februar 1927 in Heidelberg; gestorben 16. November 2020 in Mexiko-Stadt) war ein US-amerikanischer Philosoph deutscher Herkunft.

## Leben

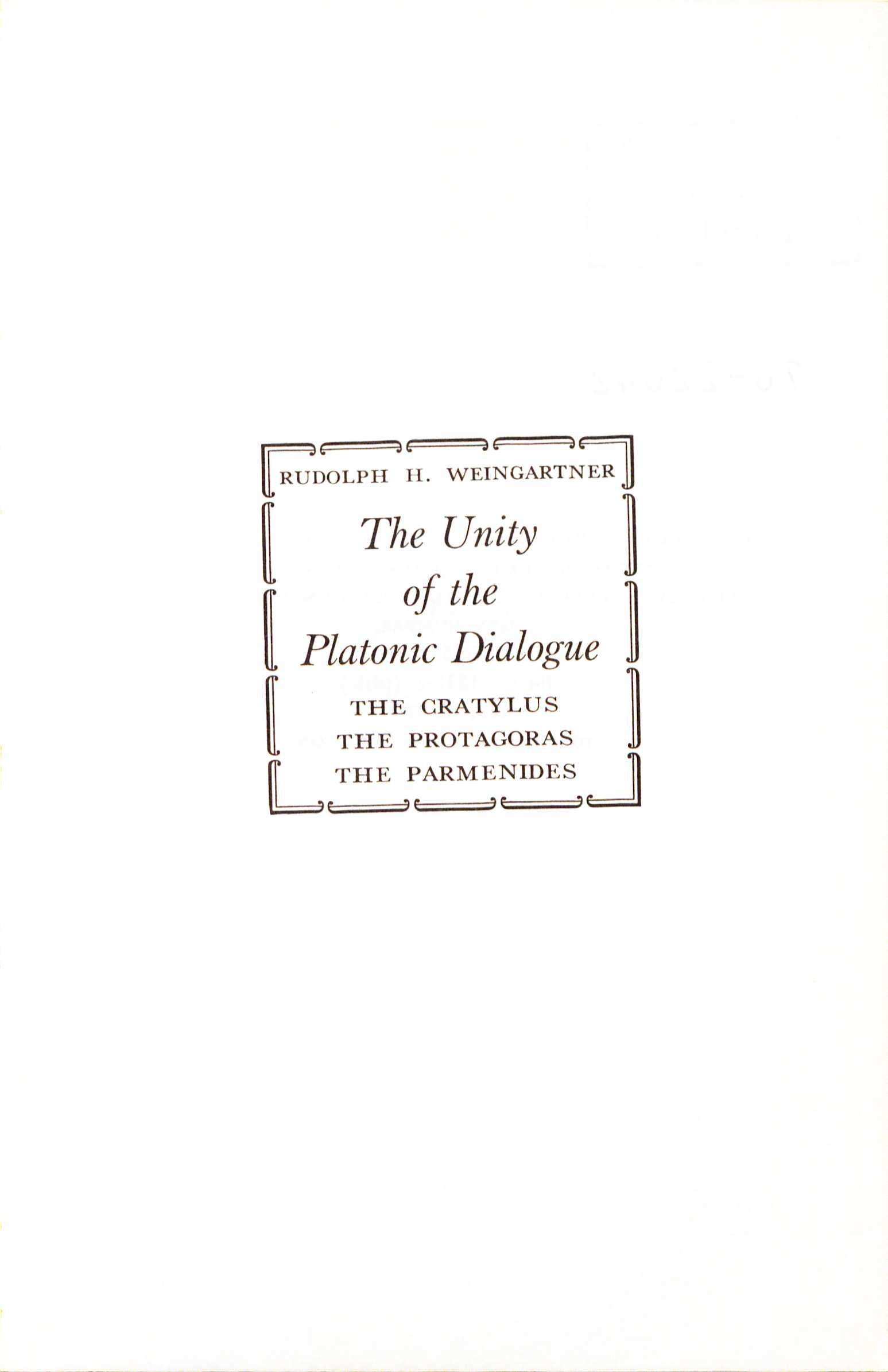
The Unity of the Platonic Dialogue 1973

Rudolph Herbert Weingärtners Vater Jacob Weingärtner wurde nach den Novemberpogromen 1938 im Konzentrationslager Dachau inhaftiert. Der jüdischen Familie gelang 1939 die Flucht in die USA, mit ihr sein Bruder, der spätere Ökonom Hans Martin Weingartner. Weingartner erhielt 1944 die US-amerikanische Staatsbürgerschaft. Er heiratete 1952 die aus Danzig stammende Fannia Goldberg-Rudlowski; sie haben zwei Kinder.
Weingartner wurde 1944 Soldat der US Navy. Ab 1947 studierte er Philosophie an der Columbia University und wurde dort zum Ph.D. promoviert. Anschließend lehrte er ebendort und später an der San Francisco State University. Von 1968 bis 1974 war er Professor für Philosophie am Vassar College in Poughkeepsie, New York.
Schließlich wurde er Professor für Philosophie an der University of Pittsburgh. 1965 war er Guggenheim-Stipendiat.
Durch seine Publikationen machte Weingartner das philosophische und soziologische Werk Georg Simmels in den USA bekannt.

## Schriften (Auswahl)
- Experience and culture. The philosophy of Georg Simmel (1962)
- The Unity of the Platonic Dialogue: The Cratylus, the Protagoras, the Parmenides (1973)
- The Moral Dimensions of Academic Administration (1999)
- Mostly About Me: A Path Through Different Worlds (2003)
- A Sixty-Year Ride through the World of Education (2007)